# Cercartetus caudatus
El pósum pigmeo cola larga (Cercartetus caudatus) es un marsupial diprotodonto que habita en las selvas húmedas del norte de Australia y de Nueva Guinea. Vive en altitudes superiores a 1500 m, alimentándose de insectos y néctar, y puede comer polen en lugar de los insectos en su hábitat natural.
El pósum pigmeo cola larga tiene ojos grandes, orejas tipo las de los roedores, una bolsa que se abre hacia delante, y una cola que mide aproximadamente una vez y media el largo del cuerpo, que es lo que le da su nombre.
No se sabe mucho del comportamiento de este pósum, pero lo que sí se sabe es que esta especie es nocturna y arbórea. En clima frío se vuelve aletargado pareciendo estar muerto, pero se despierta por la noche. No se sabe mucho sobre el origen de este letargo.
Esta especie se reproduce dos veces al año. Las hembras tienen de una a cuatro crías nacidas en torno a  enero y febrero y a veces una segunda camada de finales de agosto a principios de septiembre. Los jóvenes abandonan el nido cuando tienen 45 días de edad.
Miden unos 10 cm de largo.